# Mydas atratus
Mydas atratus is een vliegensoort uit de familie Mydidae. De wetenschappelijke naam van de soort is voor het eerst geldig gepubliceerd in 1838 door Macquart.
De soort komt voor in de Verenigde Staten.